# Gouvernement al-Dschauf
Al-Dschauf (arabisch الجوف, DMG al-Ǧauf, auch al-Dschawf, Al Jawf) ist eines der 22 Gouvernements des Jemens. Es liegt im Norden des Landes.
Al-Dschauf hat eine Fläche von 30.620 km² und rund 629.000 Einwohner (Stand: 2017). Das ergibt eine Bevölkerungsdichte von 21 Einwohnern pro km².